# Michael Arbib
Michael Anthony Arbib (28 maggio 1940) è un neuroscienziato statunitense.
È professore di psicologia presso l'Università della California a San Diego e professore emerito presso l'Università della California del Sud; prima del suo pensionamento nel 2016 era detentore della cattedra Fletcher Jones di informatica, nonché professore di scienze biologiche, ingegneria biomedica, ingegneria elettrica, neuroscienze e psicologia. È stato direttore del USC Human Brain Project.
Neuroscienziato computazionale, è autore di numerosi testi ed è noto soprattutto per le sue scoperte nell'ambito delle reti neurali.

## Biografia
Arbib è nato in Inghilterra il 28 maggio 1940, il maggiore di quattro figli. I suoi genitori si trasferirono in Nuova Zelanda quando aveva circa 7 anni, e poi in Australia quando ne aveva circa 9. Nel 1960 ha conseguito una laurea con lode presso l'Università di Sydney, vincendo la medaglia universitaria in matematica.
Arbib ha conseguito il dottorato in matematica presso il Massachusetts Institute of Technology nel 1963. Il suo direttore di tesi era Norbert Wiener, il fondatore della cibernetica, e Henry McKean. Da studente, ha lavorato anche con Warren McCulloch, il co-inventore delle reti neurali artificiali e della macchina a stati finiti.
Dopo il dottorato, Arbib si è trasferito a Stanford per fare un postdoc con Rudolf E. Kálmán. Arbib ha trascorso cinque anni a Stanford, prima di fondare il Dipartimento di informatica e scienza dell'informazione all'Università del Massachusetts Amherst nel 1970, di cui fu anche il primo preside. Vi rimase fino al 1986, quando andò alla University of Southern California. Dopo il suo pensionamento, gli è stato concesso lo status di professore emerito nel 2016.

## Ricerca
I contributi di Michael Arbib nel campo delle neuroscienze riguardano il modo nel quale le azioni si coordinano con la percezione. Il suo approccio è sempre stato multidisciplinare, dato che il suo approccio non è riduzionista, ma cerca di associare modelli ingegneristici del cervello ad approcci provenienti dal mondo delle neuroscienze e della cognizione.
Altri lavori di Arbib riguardano il linguaggio umano, partecipando allo sviluppo della comprensione dei meccenismi di apprendimento legato ai neuroni specchio: secondo Arbib, il linguaggio si è evoluto, negli umani, a partire da meccanismi di imitazione della gestualità, fino a creare un sistema comune di vocalizzi e gesti, comune ad un gruppo, in modo simile a quanto avviene per le grandi scimmie.

## Premi
- Nel 1992, Arbib è stato eletto fellow dell'Association for the Advancement of Artificial Intelligence per "il suo lavoro nella teoria degli schemi e nelle reti neurali, fornendo una metodologia che colleghi l'intelligenza artificiale distribuita e la teoria del cervello"[7]
- Nel 2008, Arbib è stato eletto fellow dell'American Association for the Advancement of Science[8].